# Dos Árboles de Valinor
Los Dos Árboles de Valinor son una pareja de árboles ficticios que forman parte del legendarium creado por el escritor británico J. R. R. Tolkien y cuya historia es narrada en la novela El Silmarillion. Llamados Telperion y Laurelin, fueron creados por la valië Yavanna, ayudada por las lágrimas de Nienna, en la colina de Ezellohar, frente a la Puerta Dorada de Valmar. La luz que irradiaban iluminó las tierras de Valinor y se iniciaron así las Edades de los Árboles. Melkor huyó tiempo después de ser liberado de su encadenamiento y se encontró a la araña Ungoliant, con quien regresó en secreto a Valinor y dio muerte a los Dos Árboles. Con la última flor de Telperion y el último fruto de Laurelin, los valar crearon la Luna y el Sol.
Su aparición en el legendarium de J. R. R. Tolkien es temprana, estando presentes en las versiones originales de las historias de El Silmarillion y en futuras reescrituras publicadas de forma póstuma por el tercer hijo y principal editor del autor, Christopher Tolkien, en los distintos volúmenes de La historia de la Tierra Media. Fueron mencionados por primera vez en «Las costas de Faëry», un poema de una serie centrada en el personaje de Eärendil, datado de 1915 y en el que J. R. R. Tolkien describe la tierra de Valinor. Su historia fue desarrollada en los cuentos «La llegada de los valar y la construcción de Valinor» y «El robo de Melkor y el oscurecimiento de Valinor», ambos incluidos en El libro de los cuentos perdidos, y posteriormente modificada en «Esbozo de la mitología», sufriendo modificaciones más o menos notables en otros escritos como «Quenta» y «Quenta Silmarillion».

## Descripción
Las hojas de Laurelin son de color verde tierno, con bordes dorados, y su forma se asemeja a las de un haya recién brotadas. Sus flores amarillas, comparadas en El Silmarillion con cuernos y en relatos anteriores con las del laburno, producen una lluvia de luz dorada bajo el árbol y emiten luz y calor. En la historia original de los Dos Árboles que aparece en El libro de los cuentos perdidos, J. R. R. Tolkien destaca además la suavidad de su corteza y la gran belleza de su tronco con respecto a la forma.
Por otra parte, el haz de las hojas de Telperion es de color verde oscuro y su envés plateado. Sus flores, que producen un rocío de luz plateada, no son descritas en El Silmarillion, pero el autor menciona su color blanco y su forma similar a las del cerezo en versiones anteriores de la historia. La concepción original de los Dos Árboles en El libro de los cuentos perdidos aporta otros detalles de Telperion, como la descripción de su tronco, más proporcionado y esbelto, y de sus ramas, más gruesas, enmarañadas y densas, en ambos casos comparándolo con Laurelin. Además añade el parecido de su corteza con la seda y la describe de color blanco «como perlas».

### Cómputo del tiempo

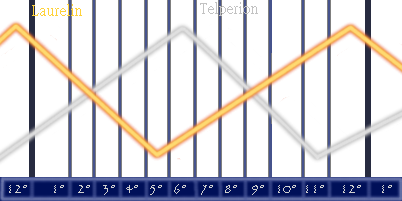
Esquema explicativo de los días en Aman durante las Edades de los Árboles.

Ambos árboles irradiaban luz de forma periódica en intervalos de siete horas, hecho que fue aprovechado por los valar para medir el tiempo. La primera hora que Telperion resplandeció, ya que él fue el primero en brotar y desarrollarse, fue conocida como «hora de apertura» y los valar no la incluyeron en el cómputo del tiempo, pero a partir de ella dieron inicio a las Edades de los Árboles. Mientras Telperion brillaba, Laurelin se mantenía «apagado» y, al menguar el primero, el segundo comenzaba a brillar, mezclándose ambas luces durante una hora. Los días durante las Edades de los Árboles tenían por tanto una duración de doce horas: en cinco de ellas brillaba Telperion y en otras cinco lo hacía Laurelin, en una intermedia menguaba el primero y el segundo crecía, y en la última hora del día se repetía este mismo proceso a la inversa.

### Etimología
J. R. R. Tolkien no dejó claro en ninguno de sus escritos el significado de Telperion, aunque sí mencionó su relación con telpe («plata»). Esta palabra es telerin y su homóloga en quenya, lengua de la que proviene el nombre, es tyelpe; no obstante, el autor menciona en uno de sus textos que los elfos Noldor, principales hablantes del quenya, usaron comúnmente telpe debido a la estima que profesaban por las habilidades en orfebrería de los Teleri. De esta forma, Tyelperion sería una forma menos común de Telperion. Entre los muchos otros nombres del árbol figuran: Ibrîniðilpathânezel en valarin, Ninquelóte (traducido como «flor blanca» del quenya) y Silpion, siendo además este último el nombre original que el autor dio al árbol y cuyo significado también se desconoce. En el primer léxico del quenya, completado en la misma época que El libro de los cuentos perdidos, aparecen varias palabras que comienzan con la raíz Sil («Luna»), pero Silpion no se encuentra entre ellas. No obstante, en el primer léxico de la lengua gnómica, contemporáneo al anterior, Sil es equivalente a «rosa de Silpion» y también se usa poéticamente como «Luna llena».
Laurelin, llamado también entre muchos nombres Malinalda («árbol de oro») o Culúrien, también es un nombre quenya y significa «canción de oro». Su nombre en valarin es Tulukhedelgorûs.

## Historia ficticia
Después que Melkor fuera capturado y encadenado con Angainor por sus malas acciones, los valar se trasladaron al continente de Aman y allí construyeron el reino de Valinor. Yavanna consagró Ezellohar, una colina que se hallaba ante la Puerda Dorada de la ciudad de Valmar, y en ella se sentó durante un largo tiempo e interpretó un canto mágico sobre las cosas que crecen en la tierra. Además, Nienna regó la colina con sus lágrimas y, mientras el resto de valar observaban, en ella nacieron dos brotes que crecieron y florecieron hasta convertirse en grandes árboles. Las luces que irradiaban Telperion y Laurelin, que así fueron llamados, iluminaron las tierras de Valinor y dieron inicio a las Edades de los Árboles.
Finalizada la condena de Melkor, este fue liberado y anduvo libre por Valinor sembrando la discordia entre los elfos, que habían sido llevados allí por los valar poco después de su despertar. Una vez descubrieron que Melkor no se había arrepentido realmente, este huyó y se encontró con la araña Ungoliant en Avathar, al sur de Aman, donde juntos planearon vengarse de los valar. De esta forma, Melkor y Ungoliant llegaron en secreto a Valinor e hirieron de muerte a los Dos Árboles, y la araña absorbió la luz de ambos. Los valar y los elfos se encontraban en ese momento de fiesta en Taniquetil y no pudieron hacer nada ni antes ni después, sumidos en la oscuridad provocada por Ungoliant. Aprovechando esta situación, Melkor fue a Formenos, donde robó los Silmarils que Fëanor había construido y asesinó a Finwë, el Rey de los Noldor.
A partir de este momento se desencadenan los eventos que llevaron al exilio de los Noldor y al fin de las Edades de los Árboles: con la última flor de Telperion y el último fruto de Laurelin, Yavanna hizo la Luna y el Sol, con lo cual se iniciaron las Edades del Sol, y se produjo el despertar de los hombres en Hildórien.
En Gondolin había una representación de cada árbol: la de Telperion, construida con plata, malaquita y perlas de Balar, se levantaba en el quinto portal de la ciudad, mientras que la de Laurelin, hecha de topacio y oro, estaba emplazada en el sexto. Asimismo, en Hyarrostar, una de las seis regiones que formaban el reino de Númenor, crecía un árbol conocido como Laurinquë que poseía largos racimos de flores amarillas; los númenóreanos, debido a las historias que habían oído sobre Laurelin, creían de forma errónea que el Laurinquë provenía de sus semillas.

## Creación y desarrollo
J. R. R. Tolkien mencionó por primera vez a los Dos Árboles en «Las costas de Faëry». Este poema, cuya versión original data de julio de 1915, fue uno de los primeros escritos en los que el autor comenzó a desarrollar su legendarium y forma parte de una serie centrada en el personaje de Eärendil. En él describe las tierras de Valinor e introduce elementos que posteriormente incluiría en las historias de El Silmarillion, como la montaña Taniquetil y los Dos Árboles, aunque estos aparecen en su forma más primitiva como dadores de «la flor plateada de la noche» y «el esférico fruto del mediodía».
La historia de los Dos Árboles fue desarrollada años después, en algún momento entre 1916 y 1918, cuando J. R. R. Tolkien escribió El libro de los cuentos perdidos, publicado de forma póstuma en dos volúmenes editados por el tercer hijo del autor, Christopher Tolkien. Su creación, que difiere en muchos detalles con respecto a la versión publicada en El Silmarillion, tiene lugar en el cuento «La llegada de los valar y la construcción de Valinor», que supone la versión original de «Valaquenta» y de los primeros capítulos de «Quenta Silmarillion». En él J. R. R. Tolkien cuenta como los Valar cavaron dos pozos profundos y Ulmo recogió luces de lagos y estanques con las que llenó dos grandes calderos fabricados por Aulë: Kulullin, que contuvo las luces doradas, y Silindrin, con aquellas plateadas. A uno de los pozos arrojaron un fragmento de la lámpara de Helkar y siete rocas de oro, lo cubrieron con tierras fértiles, y Vána lo regó con la luz depositada en Kulullin y cantó y bailó una canción sobre él. En el otro pozo depositaron tres perlas y una estrella, cubriéndolo de espuma, niebla y tierra, y regándolo con la luz depositada en Silindrin; además, Lórien se sentó cerca de él y susurró algunas palabras mientras los espíritus que le servían tocaban una melodía. Alrededor de los pozos ya cubiertos, Yavanna pronunció hechizos sobre la vida, el crecimiento y el brote de la vegetación, meditando posteriormente acompañada por el resto de valar. El primer árbol que creció en este cuento fue Laurelin y no Telperion, que es llamado Silpion, y el periodo de tiempo transcurrido entre el brote de ambos es de doce horas.
La destrucción de los Dos Árboles tiene lugar en el cuento «El robo de Melkor y el oscurecimiento de Valinor».

## Interpretación
Se cree que el mito de los dos árboles está inspirado en el mito del árbol de la vida y el árbol de la ciencia del bien y del mal de la Biblia, y que también se menciona en La epopeya de Gilgamesh. Siendo Telperion el árbol de la vida y Laurelín el árbol de la ciencia del bien y del mal. Así, los elfos, que nacieron en la noche, cuando se alza la luna, serían los «hijos» del árbol de la vida, y que de ahí vendría su inmortalidad, haciéndolos una metáfora de los ángeles; no obstante que la Luna no existía cuando despertaron los elfos, pero si Telperion. Se cree que Tolkien jamás pudo conciliar esto y que fue una de las razones porque no publicara esos relatos.
Y por consecuencia los hombres, que se dice que despertaron cuando se alzó el Sol, hecho de la fruta de Laurelin, seríamos los «hijos» del árbol de la ciencia del bien y del mal, siendo mortales y siempre queriendo saber más. Esto se entiende porque «los hombres siempre se sintieron atraídos por el oeste», esto significa que siempre nos vimos impulsados a actuar según la naturaleza de Laurelin, eternamente insatisfechos con el mundo (aunque esto puede ser porque según Tolkien «...los visitantes, los extranjeros y muchos nombres más... porque solo están en el mundo un momento y luego se van pues no pertenecen a él»), queriendo ir a donde se pone el sol, Valinor, donde viven los valar y a donde no podemos ir.